# Torsten och Wanja Söderbergs pris

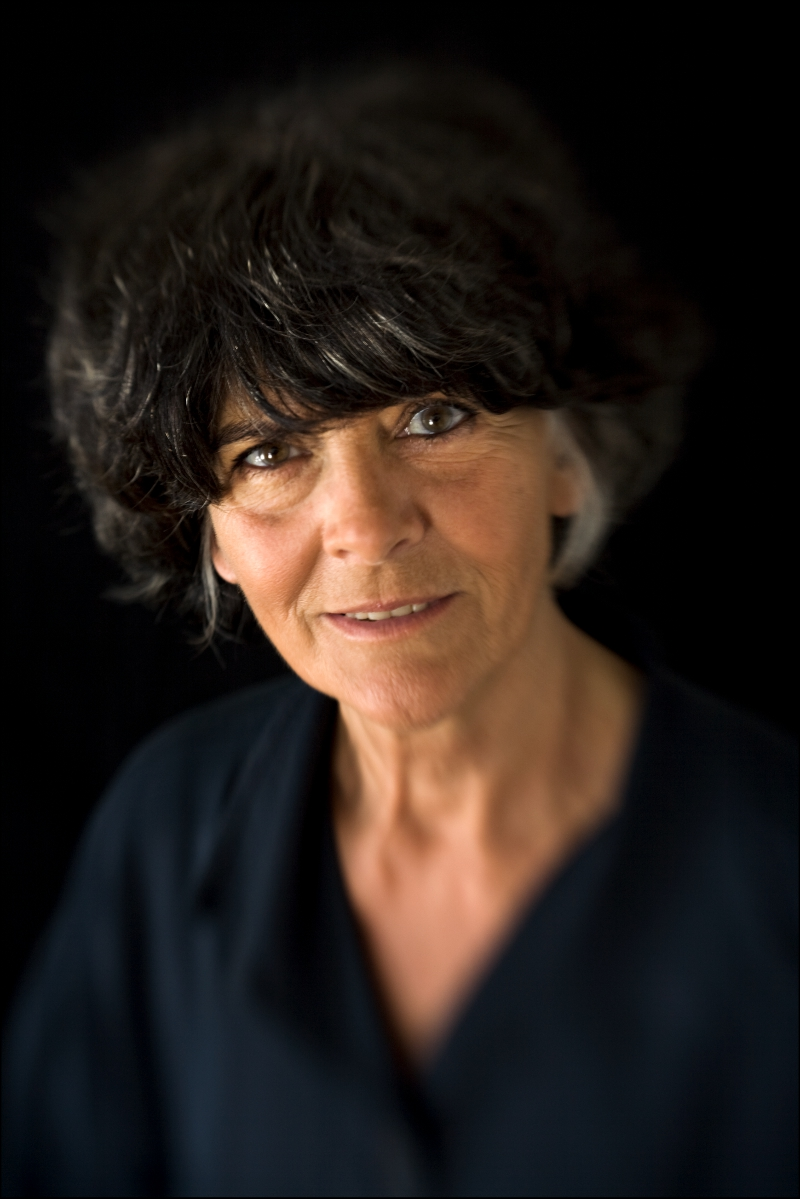
Jane Reumert var den första pristagaren 1994

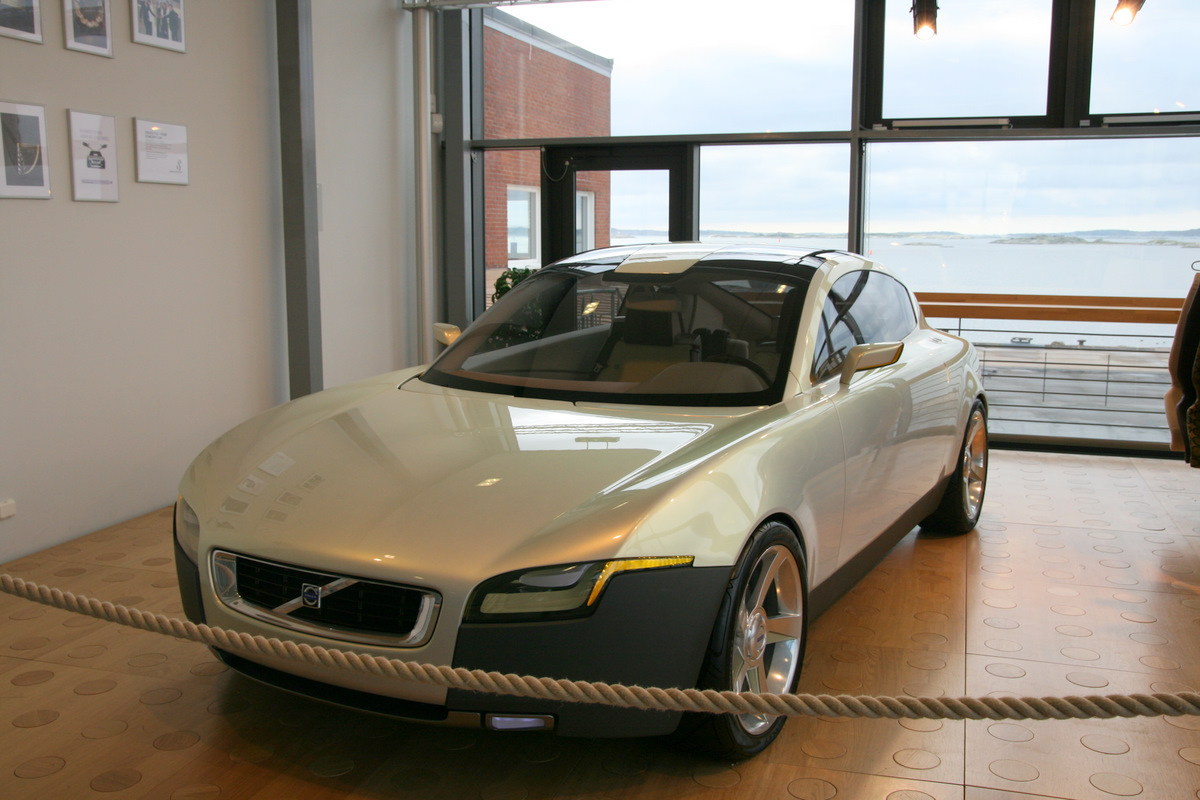
Teamet bakom Volvo YCC fick priset 2005

Torsten och Wanja Söderbergs pris var ett nordiskt pris inom formgivning och konsthantverk. 
Torsten och Wanja Söderbergs pris instiftades 1992  "för att åt Röhsska museet i Göteborg ge möjlighet att till främjandet av konsthantverk och konstindustri i Norden utdela en årlig belöning för nyskapande och framstående gärning inom konsthantverk och design". Prissumman är en miljon svenska kronor, vilket gjorde det till världens största designpris sett till prissumman. Priset utdelades sista gången 2018.
Bakom priset stod Ragnar Söderbergs stiftelse och Torsten Söderbergs stiftelse. Bröderna Söderberg drev bland annat familjeföretaget Söderberg & Haak AB, och grundade på 1930-talet nuvarande Ratos AB. Priset utdelades årligen mellan 1994 och 2018 av Röhsska museet i Göteborg till en verksam nordisk formgivare eller konsthantverkare. Förutom prissumman gavs pristagaren möjlighet att presentera sina arbeten i en separatutställning på Röhsska museet.

## Pristagare
- 1994 Keramikern Jane Reumert, Danmark
- 1995 Smyckeskonstnären Liv Blåvarp, Norge
- 1996 Industriformgivaren med mera Brita Flander, Finland
- 1997 Möbelformgivaren Mats Theselius, Sverige
- 1998 Textilformgivaren Louise Sass Danmark
- 1999 Fem designskribenter i respektive nordiskt land
- 2000 Industriformgivaren Peter Opsvik, Norge
- 2001 Industriformgivaren Björn Dahlström, Sverige
- 2002 Grafiske formgivaren Hans-Christer Ericson, Sverige
- 2003 Möbelformgivaren Sigurdur Gústafsson, Island
- 2004 Smyckesformgivaren Janna Syvänoja, Finland
- 2005 Formgivarna av konceptbilen Volvo YCC Camilla Palmertz, Eva-Lisa Andersson, Elna Holmberg, Maria Widell Christiansen, Tatiana Butovitsch Temm, Anna Rosén, Cynthia Charwick, Maria Uggla och Lena Ekelund
- 2006 Industriformgivaren Ole Jensen, Danmark
- 2007 Designgruppen Norway Says, Norge
- 2008 Modeformgivaren Steinunn Sigurðardóttir, Island
- 2009 Industriformgivaren Harri Koskinen, Finland
- 2010 Designgruppen Front, Sverige (Sofia Lagerkvist, Charlotte von der Lancken och Anna Lindgren)
- 2011 Modeformgivaren Henrik Vibskov, Danmark
- 2012 Guldsmeden Sigurd Bronger, Norge
- 2013 Grafiska formgivaren Hjalti Karlsson, USA (från Island)[3]
- 2014 Klädformgivaren Ann-Sofie Back
- 2015 Möbelformgivaren Ilkka Suppanen, Finland
- 2016 Textilformgivaren Margrethe Odgaard, Danmark[4]
- 2017 Möbel- och ljusformgivareen Daniel Rybakken, Norge
- 2018 Formgivaren Brynjar Sigurðarson, Island